# Famille de minéraux
Famille minérale
Cet article court présente un sujet plus développé dans : Classification des minéraux.
En minéralogie, une famille de minéraux, ou famille minérale, est un ensemble de minéraux présentant des similitudes chimiques ou structurales.
Ce terme est employé couramment mais il n'a pas de caractère officiel car il est ambigu : il peut correspondre à une classe (par exemple les silicates), à une sous-classe (par exemple les phyllosilicates) ou à un groupe isostructural (par exemple les chlorites).